# Josef Kalus
Josef Kalus (16. února 1855 Frenštát pod Radhoštěm – 11. prosince 1934 Frenštát pod Radhoštěm) byl moravský učitel, básník a spisovatel.

## Život
Jeho otec byl Philip Kalus (1801–1884), matka Johanna Theimer (1808–1873), svatbu měli 10. 11. 1824. Měl 11 sourozenců: Filipa (1826–1895), Johanu Reinoškovou (1828), Viktorii Pelikánovou (1832–1913), Marianu Boháčovou (1834), Johana (1836), Františku Fojtkovou (1838), Veroniku Kaděrovou (1840–1919), Amálii Finklovou (1844), Anežku Brunnerovou (1845), Antonína (1849) a Františka (1850).
Narodil se do chudé tkalcovské rodiny jako čtrnácté dítě (před jeho narozením zemřely Cecílie a Anna). Od mala se musel zapojit do práce na stavu, tkalcovství se také vyučil. V roce 1880 se (v pětadvaceti letech) nechal zapsat do třetí třídy měšťanské školy. V letech 1881–1885 absolvoval učitelský ústav v Příboru. Byl učitelem (40 let), nejdéle učil na Čeladné, kde se stal ředitelem obecné školy. Bývalá školní budova je dnes malým obecním muzeem a výstavní síní, která nese název Památník Josefa Kaluse.
4. února 1891 se oženil ve Frenštátě pod Radhoštěm se svou příbuznou Marcelou Fialkovou (1863–1935), se kterou měl dvě děti – Marii (1893) a Jaromíra (1898). Byl členem Moravského kola spisovatelů (1912–1934). Do důchodu odešel v roce 1925 a vrátil se do rodného Frenštátu, kde bydlel na adrese Rožnovská 239. Zemřel 11. prosince 1934 ve Frenštátě. Pohřben byl na zdejším městském hřbitově.

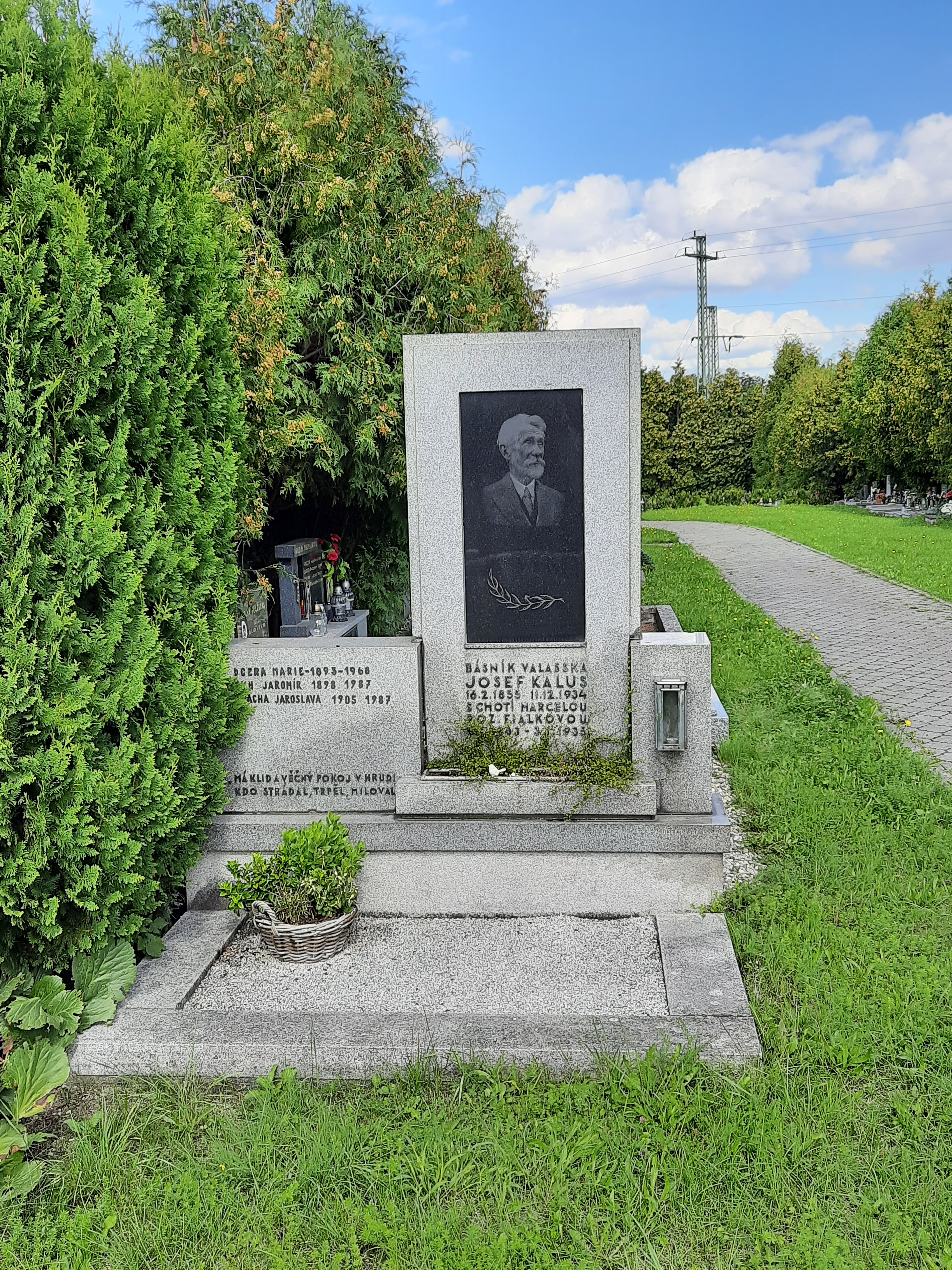
Hrob rodiny Josefa Kaluse na hřbitově ve Frenštátě pod Radhoštěm

Úmrtí Josefa Kaluse široce zaznamenal tisk. František Sekanina zveřejnil v Národní politice laskavý fejeton, kde např. uvádí, že mezi jeho ctitele patřil Jaroslav Vrchlický.

## Dílo
Poezie Josefa Kaluse byla ovlivněna tvorbou Josefa Václava Sládka; vyjadřoval v něm lásku k rodnému kraji. Významnou část tvorby věnoval dětem.
Řadu jeho knih ilustroval Bohumír Jaroněk.[zdroj?]

### Časopisy
Přispíval do časopisů a novin Květy, Lidové noviny, Lumír, Malý čtenář a dalších.

### Poezie
- Písně – Brno: 1881
- Písně z Beskyd
- Z Valašska – Velké Meziříčí: 1885
- Oblaky – Velké Meziříčí: 1886
- Kresby a písně – Praha: 1895
- Přímořské dojmy a elegie – Nový Jičín: 1903
- Kopretiny – Nymburk: 1904
- Valašsko v písních – Moravská Ostrava: 1906
- Valašská senoseč – Přerov: 1917
- Pampelišky – Příbor:1925
- Valašský král – Hranice: 1929
- Valašská svatba – Moravská Ostrava: 1933
- Tříšť – Petřvald ve Slezsku: 1933
- Valašské romance – Moravská Ostrava: 1934
- Na konci života – Opava: 1935
- Romance o smrti – 1935 (výběr z autorových romancí vydaných v předchozích knihách)
- Tkalcovské písně

### Próza
- Postavy z „Černých myslivců“ – 1931
- Vzpomínky – 1932
- Jak život šel – 1933
- Vzpomínky I. - Z jinošských let: Vzpomínky starobělské – 1936
- Vzpomínky II. Vzpomínky intimní a literární – 1937

### Pro děti
- O Janíčkovi – Brno: 1911
- Valašské pohádky
- Valašské kresby